# Святополк Изяславич
Святопо́лк (Михаи́л) Изясла́вич (8 ноября 1050 — 16 апреля 1113, Вышгород) — князь полоцкий (1069—1071), новгородский (1078—1088), туровский (1088—1093), великий князь киевский (1093—1113). Сын великого князя киевского Изяслава Ярославича (возможно незаконнорождённый).

## Ранняя биография
В 1069 году отец посадил Святополка в Полоцке на место умершего Мстислава. В 1071 году Всеслав Брячиславич, прежний князь Полоцкий, вернул себе волость. Можно предположить, что следующие два года Святополк провёл с отцом в Киеве, а потом разделил его изгнание. Уже после возвращения Изяслава в Киев зимой 1078 года Святополк ходил вместе с Владимиром Мономахом к Полоцку и сжёг его посады, а затем занял место убитого в Заволочье Глеба Святославича в Новгороде. В 1088 году перешёл в Туров, часть вотчины убитого Ярополка Изяславича, уступив место в Новгороде внуку Всеволода Ярославича, Мстиславу.

## Великое княжение

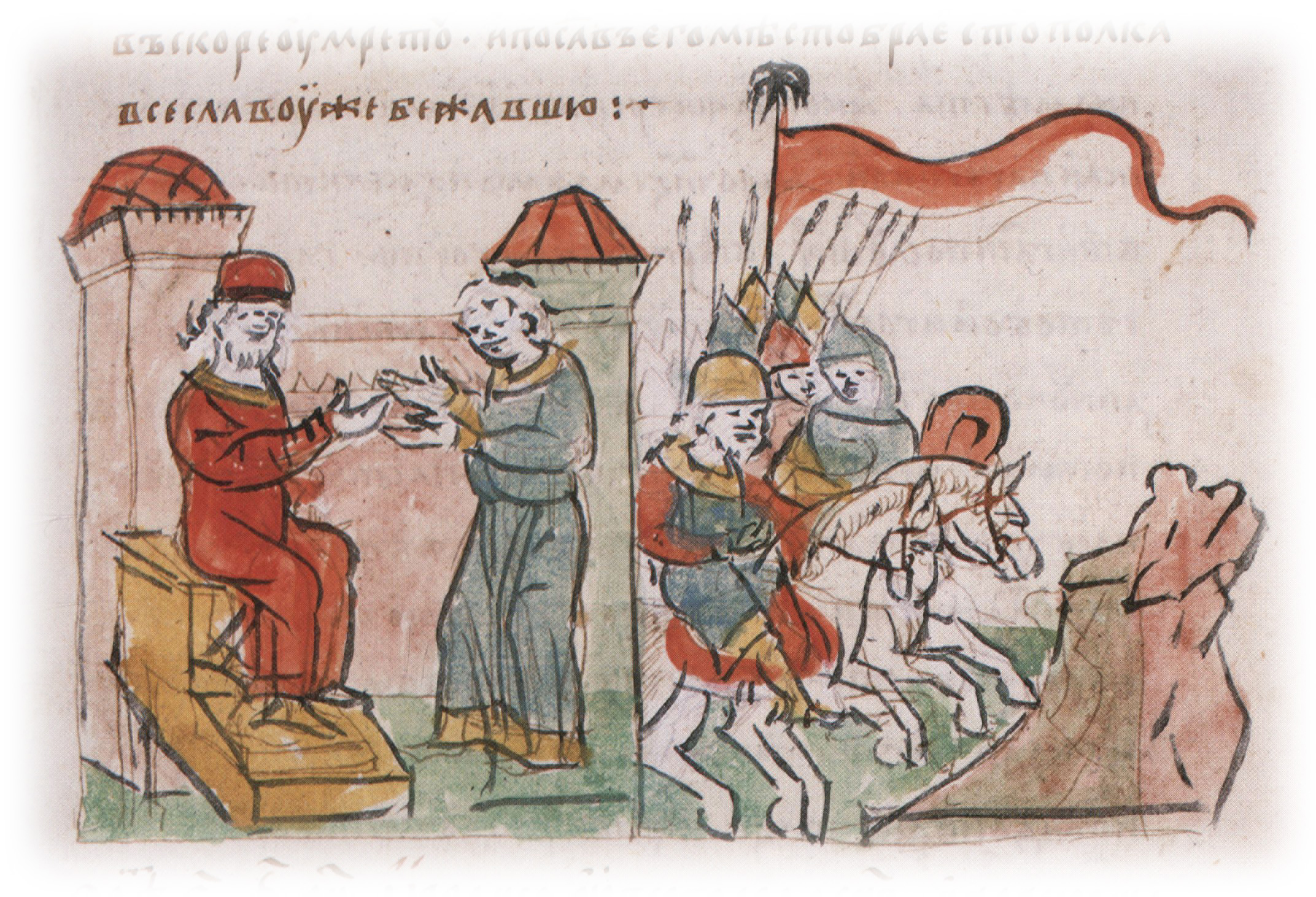
Вокняжение Святополка II в Полоцке, Всеслав Чародей бежит из Полоцка

После смерти великого князя Всеволода Ярославича (1093) его сын Владимир Мономах, первым оказавшийся у гроба умершего князя, решил не пытаться занять престол, чтобы избежать борьбы со Святополком. Святополк приехал из Турова, где до этого княжил, в Киев 24 апреля.
Узнавшие о смерти киевского князя половцы вторглись на Русь и направили к Святополку послов. Святополк захватил их, посоветовавшись лишь с младшими дружинниками, пришедшими с ним из Турова, не прибегая к советам киевских бояр, и вывел войска им навстречу на р. Стугну вместе с Владимиром Мономахом и его братом Ростиславом. Владимир советовал разместиться за водной преградой и выиграть время (Пока за рекою стоим, грозной силой, заключим мир с ними), но Святополк настоял на переправе через Стугну. В битве на Стугне 26 мая русские потерпели жестокое поражение, многие утонули в реке во время бегства, в том числе Ростислав Всеволодович. Святополк уже только киевскими силами вышел навстречу врагам и 23 июля сразился с ними на Желани, снова проиграл, но затем вместе с Мономахом ещё раз бился с половцами у Халепа. Итог сражения неизвестен, но после него в 1094 году заключил мир с половцами и взял в жёны дочь половецкого хана Тугоркана.
В 1096 году Святополк помогал Владимиру Мономаху в его борьбе против Олега Святославича. Совместными усилиями Олег был изгнан из Чернигова и Стародуба. Воспользовавшись отсутствием основных русских сил у южных границ, Боняк со множеством половцев атаковал земли вокруг Киева и сжёг княжеский двор в Берестове, Куря сжёг Устье на левобережье Днепра, затем Тугоркан 30 мая осадил Переяславль. 19 июля Святополк и Владимир разгромили его на Трубеже, погибли сам хан Тугоркан, его сын и многие другие ханы. 20 июля хан Боняк во второй раз пришёл к Киеву и сжёг всю низину и предгорье. После половцы бросились на киевские монастыри — Стефанов, Германов и Печорский — и, разграбив их, ушли обратно в степь.
В 1096—1097 годах завершилась ожесточённая борьба на востоке Руси между Олегом Святославичем и Владимиром Мономахом, за которого сражались новгородцы во главе с его старшим сыном Мстиславом и половцы. Любечский съезд в 1097 году вернул Святославичам наследство их отца и закрепил остальные земли за их текущими владельцами. Таким образом, непосредственная власть Святополка продолжала ограничиваться Киевом и Туровом.

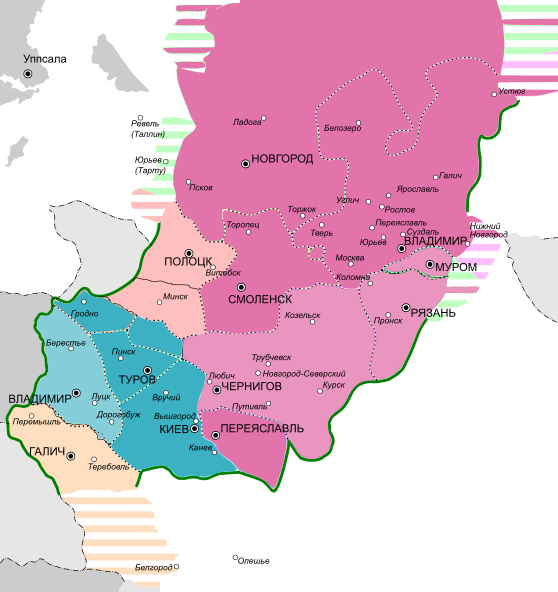
Владения Святополка (зелёным) и Мономаха (розовым) в правление Святополка. Светлым оттенком показаны земли, потерянные Мономахом (1097) и приобретённые Святополком (1100)

Междоусобица на западе Руси началась почти сразу после Любечского съезда с ослепления теребовльского князя Василька Ростиславича Давыдом Игоревичем волынским. Когда Давыд и Олег Святославичи и Владимир Мономах собрались на съезд в Городце и потребовали от Святополка наказать Давыда, Святополк едва не лишился киевского престола (1098). Выгнав же Давыда с Волыни, Святополк попытался овладеть и землями Ростиславичей, но безуспешно: его войска были разбиты на Рожном поле, а его союзник, венгерский король Кальман I Книжник — в сражении на Вагре (1099). По решению съезда в Уветичах Святополк получил Волынь, Давыд — Дорогобуж. Вскоре в киевской тюрьме умер родной племянник Святополка Ярослав Ярополчич, попытавшийся претендовать на какие-то владения на Волыни.
В 1102 году Святополк захотел отправить на княжение в Новгород своего сына Ярослава, что соответствовало бы сложившейся двухвековой традиции. Однако новгородцы настояли на кандидатуре Мстислава, сына Владимира Мономаха, и ответили Святополку: если у твоего сына две головы, отправляй его к нам.
В 1104 году произошёл последний за период правления Святополка внутриполитический инцидент: киевский воевода Путята Вышатич, Ярополк Владимирович, Олег Святославич и Давыд Всеславич ходили на Глеба Всеславича минского.

### Победы над половцами
Весной 1103 года Святополк и Владимир собрались на совет в Долобске, где было принято беспрецедентное решение о первом походе против половцев в степь, ставшим первым в целой серии походов, переломивших ход русско-половецкого противостояния и перенёсших его на территорию степей. В 1103 году половцы были разгромлены на Сутени, в 1107 году были разбиты Боняк и Шарукан на Суле, в 1111 году Святополк, Давыд и Владимир вторглись в земли верховий Донца, взяли города Шарукань и Сугров, а затем разгромили половцев на Салнице.

## Смерть
После Пасхи 1113 года Святополк по одной версии был отравлен, по другой разболелся и скончался 16 апреля. Дружина и бояре оплакали его и погребли в церкви св. Михаила в Киеве.

Татищев так характеризует Святополка:
Сей князь был ростом высок, сух, волосы черноватые и прямые, борода долгая, зрение острое. Читатель был книг и вельми памятлив… К войне не был охотник и хоть на кого скоро сердился, скоро и запамятовал. При том был восьми сребролюбив и скуп.
Святополк умер в Вышгороде и был похоронен в киевской церкви святого Михаила. После его смерти в Киеве произошло народное восстание, в ходе которого были ограблены дома должностных лиц и ростовщиков.

## В «Слове о полку Игореве»
С такой же Каялы и Святополк бережно повез отца своего между венгерскими иноходцами к святой Софии, к Киеву. Тогда при Олеге Гориславиче сеялись и прорастали усобицы, гибло достояние Даждь-Божьих внуков, в княжеских распрях век людской сокращался. Тогда на Русской земле редко пахари покрикивали, но часто вороны граяли, трупы между собой деля, а галки по-своему говорили, собираясь лететь на поживу.

## Мать Святополка
Согласно традиционной точке зрения, матерью Святополка является законная жена Изяслава Ярославича Гертруда Польская. По реконструкции В. Л. Янина, она перекрестилась в православие, получив имя Елизавета (Олисава), и умерла в 1108 году. Эта точка зрения была оспорена А. В. Назаренко. Назаренко обращает внимание на кодекс Гертруды, в котором Гертруда называет брата Святополка Ярополка unicus filius meus, то есть своим единственным сыном. Кроме того, признание Святополка законнорождённым делает неканоническими согласно церковному праву браки детей Святополка с родственниками Гертруды. К тому же, можно предполагать, что на Руси Гертруду называли Еленой, а не Елизаветой. В кодексе содержатся 90 молитв, вероятно, записанных самой Гертрудой, но примерно в 1086 году Гертруда прекращает записывать молитвы, что может свидетельствовать о том, что она вскорости после этой даты скончалась.
Тем не менее, позиция Назаренко не является общепризнанной. Гертруда могла называть Ярополка единственным в переносном смысле (уникальный, самый любимый). А неканонические браки все же иногда разрешались церковью (таким был брак Сбыславы Святополковны и Болеслава Кривоустого, но в источниках специально оговорено, что разрешение на именно этот брак было получено у папы римского). Аргументом против позиции Назаренко служит упоминание в летописи и граффити Софийского собора матери Святополка как русской княгини, что невозможно, будь она простой наложницей. Впрочем, обе записи были сделаны в то время, когда Святополк был великим князем киевским; возможно, из уважения к великому князю его мать именовали княгиней, а про незаконное происхождение великого князя не упоминали. Обращает на себя внимание и тот факт, что и в кодексе, и в летописи, и в граффити Гертруда и Олисава называются по сыновьям («Ярополча мати» и «Святополча мати»), но не по мужу.
Дискуссию нельзя считать оконченной. Что можно сказать про мать Святополка наверняка, так это то, что звали её Елизаветой (Олисавой) и что умерла она в 1108 году.

## Брак и дети
- Первая жена: имя неизвестно. Возможно дочь чешского князя Спытигнева II (согласно А. В. Назаренко). Ранее считалось, что ею была Варвара Комнина. (Об установлении личности см.: Жены Святополка). От этого брака родились:
  - Ярослав (Иоанн) (ок. 1072 — май 1123), князь Владимиро-Волынский 1097, 1100—1118, князь Вышгородский 1100—1118, Туровский 1100—1118
  - Сбыслава (ум. 1111); муж: с 1102 или 1103 Болеслав III Кривоустый (1085—1138), король Польши[11]
  - Предслава; муж: с 1104 Альмош Венгерский (1068—1129), король Хорватии
- Вторая жена: с 1094 Елена, дочь половецкого хана Тугоркана (княжна половецкая Елена Тугоркановна).
  - Брячислав (Павел)[12] (1104—1123), князь Туровский 1118? — 1123
  - Изяслав (ум. 1127), князь Клецкий, князь Туровский 1123
- кроме того, от наложницы Святополк имел ещё одного сына (старшего):
  - Мстислав (ум. 1099), князь Брестский 1093—1097, Новгород-Северский 1095—1097, Владимиро-Волынский 1097—1099

В генеалогических справочниках упоминается дочь Святополка Анна — жена Святоши Давыдовича. У Святоши действительно была жена Анна, но нигде в источниках не упоминается, что она была дочерью Святополка Изяславича, не встречается в литературе и обоснование такой гипотезы.
Кроме того, Святополку приписывают дочь Марию, жену Петра Власта (ум. 1153). Про Марию известно, что она была дочерью русского князя и греческой аристократки. Если принимать существование Варвары Комниной, то Святополк мог быть отцом Марии, но сейчас считается, что Мария была дочерью Олега Святославича и Феофано Музалон.